# Helsonia
Helsonia plata es una especie de araña araneomorfa de la familia Desidae. Es la única especie del género monotípico Helsonia.  Es nativa de Nueva Zelanda.